# Pedicularis gordonii
Pedicularis gordonii är en snyltrotsväxtart som beskrevs av R. Mcvaugh och S. Koptur. Pedicularis gordonii ingår i släktet spiror, och familjen snyltrotsväxter. Inga underarter finns listade i Catalogue of Life.